# فیلم جانی
فیلم‌جانی (به انگلیسی: A Film Johnnie) (به معنی: یکی از خوره‌های شغل بازیگری فیلم)، فیلمی کوتاه و صامت، به کارگردانی جرج نیکولز با بازی چارلی چاپلین و تولید سال ۱۹۱۴ می‌باشد.
موضوع فیلم؛ چارلی عاشق بازیگر زنی می‌شود و به استودیو فیلمبرداری می‌رود و در آنجا مشکلاتی به وجود می‌آورد.

## داستان
چارلی به سینما می‌رود و دلباختهٔ دختری زیبا می‌شود که روی پرده می‌بیند. او برای یافتن این بازیگر زن به استودیو کی‌استون می‌رود. در آن‌جا مزاحم فیلم‌برداری یک فیلم می‌شود. آتشی در محل رخ می‌دهد. چارلی مقصر شناخته می‌شود، با شلنگ آتش‌نشانی خیس می‌شود و بازیگر زن او را هل می‌دهد.
عنوان این فیلم گونه‌ای تغییر‌یافته از اصطلاح «stage door johnnie» (جان دم در صحنه) است؛ عبارتی که زمانی برای توصیف کسانی به‌کار می‌رفت که مدام در اطراف ورودی هنرمندانِ تماشاخانه‌ها پرسه می‌زدند به امید دیدار بازیگران یا شاید یافتن شغلی روی صحنه یا پشت صحنه.

## بازخوردها
یک منتقد نشریهٔ Bioscope دربارهٔ چاپلین و فیلم یک عاشق سینما نوشت: «پیروزی دیگری برای کمدین قدیمی گروه کارنو. نمایشی سراسر شوخی‌های فیزیکیِ خارق‌العاده. یک کمدی ویژه و متفاوت.»
منتقدی در Moving Picture World نوشت: «بازی ادگار انگلیش [چاپلین] در این فیلم آن را خنده‌دار و سرگرم‌کننده نگه می‌دارد.»
و در نشریهٔ The Cinema آمده است: «پدیدهٔ امسال، موفقیت چاس. چاپلین است... یکی از فیلم‌های او یک عاشق سینما [نقل به مضمون] است که نشان می‌دهد چگونه شیفتگی‌اش به یک هنرپیشهٔ سینمایی، باعث آشوب در یک سالن سینما می‌شود و در نهایت او را به استودیو کی‌استون و به یک شغل می‌رساند. همهٔ سرشناسان کی‌استون در این فیلم حضور دارند و پر از موقعیت‌های بی‌نهایت خنده‌دار است.»

## بازیگران
- چارلی چاپلین - ولگرد
- راسکو آرباکل - خودش
- ویرجینیا کارتلی - دختری از کی استون
- پگی پیرس - دختری از کی استون
- میبل نورماند - میبل
- فورد استرلینگ - خودش
- بیلی گیلبرت